# Skiptrace - Missione Hong Kong
Skiptrace - Missione Hong Kong (Skiptrace) è un film poliziesco del 2016 diretto da Renny Harlin, prodotto ed interpretato da Jackie Chan, affiancato da Johnny Knoxville.

## Trama
Hong Kong: il detective della polizia Bennie Chan assiste impotente alla morte del suo partner e migliore amico Yung, per opera del boss malavitoso noto come il "Matador". Nove anni dopo Chan sospetta che il miliardario Victor Wong sia il mandante, ma non riesce a dimostrarlo e, dopo un'operazione fallita senza autorizzazione, viene sospeso dal capitano Tang.
In un casinò di proprietà di Wong, il truffatore americano Connor Watts si ritrova per sbaglio sullo stesso ascensore dove sale una donna che viene uccisa davanti ai suoi occhi.
Chan viene informato di quanto accaduto a Connor dalla sua figlioccia Samantha, che lavora sotto copertura nel casinò. Ora Connor è ricercato da Wong, ma è stato rapito da alcuni russi. Arrivato in Russia, il detective rintraccia e salva il truffatore, dopo aver scoperto che ha messo incinta Natalya, la figlia del boss locale. I due iniziano un viaggio di ritorno tra varie difficoltà e imprevisti. Devono sfuggire alla polizia (in quanto Connor è accusato di omicidio e Chan ritenuto il suo complice), ai russi e agli uomini del Matador. In più occasioni Connor tenta la fuga, ma invano. Alla fine rivela a Chan che la donna uccisa nell'ascensore prima di morire gli diede il cellulare con i conti del boss, ma dopo averlo ricaricato in maniera rudimentale i due scoprono che può essere aperto solo tramite impronta digitale.
Arrivati a Hong Kong i due si separano, dato che Chan scopre che Connor gli ha rubato l'orologio da polso, l'ultimo ricordo di Yung. In seguito, Chan telefonando a Samantha scopre che è stata rapita dagli uomini del boss. All'incontro per scambiare la ragazza per il telefono, Wong è circondato da diversi agenti, ma le sue impronte non aprono il telefono e il detective viene arrestato (ignaro che Connor è tra i presenti). Samantha, intanto, si risveglia in una stanza piena di sue foto.
Connor fingendosi avvocato fa evadere Chan e grazie a Leslie, una collega convinta della sua innocenza, recupera il telefono e riescono a malapena a riconoscere un simbolo visto al porto. Al porto, mentre il detective scopre il traffico di droga e assiste all'esecuzione di Wong, l'altro trova Sam chiusa in una cabina in uno yacht, ma entrambi sono catturati. Chan scopre che il suo capitano è corrotto e che Yung è vivo ed è il Matador, dopo averlo visto accedere al telefono. Nel frattempo gli scagnozzi sono catturati dalla polizia e dai russi. Sulla nave, Chan affronta il suo ex collega che spiega che si era stancato di essere un onesto ma povero poliziotto, mentre i criminali erano sempre più ricchi di loro anche se finivano dentro. Tuttavia sono costretti a fermarsi dopo aver scoperto che lo yatch è stato colpito per sbaglio durante lo scontro e sta affondando, con dentro Sam. I due salvano la ragazza, ma Yung decide di rimanere sulla nave e morire dopo aver chiesto di nuovo all'amico di badare alla figlia (Sam precedentemente aveva incontrato il padre e ne era rimasta disgustata).
Connor decide di affrontare le sue responsabilità e si consegna ai russi in cambio dell'aiuto prestato, ma viene rilasciato, dato che il bimbo di Natalya è simile a uno degli scagnozzi del padre. Arrivato fuori città, Chan scopre che l'ex truffatore gli ha regalato una fattoria con allevamento di Alpaca, che era il sogno del poliziotto.